# Калафат
Калафат (рум. Calafat) — місто у повіті Долж в Румунії, що має статус муніципію. Адміністративно місту підпорядковані такі села (дані про населення за 2002 рік):
- Басарабі (1263 особи)
- Голенць (651 особа)
- Чуперченій-Векі (2524 особи)

Місто розташоване на відстані 256 км на захід від Бухареста, 79 км на південний захід від Крайови.

## Населення
За даними перепису населення 2002 року у місті проживали 18 858 осіб.
Національний склад населення міста:
| Національність | Кількість осіб | Відсоток |
| -------------- | -------------- | -------- |
| румуни         | 18030          | 95,6%    |
| цигани         | 777            | 4,1%     |
| греки          | 25             | 0,1%     |
| українці       | 7              | < 0,1%   |
| угорці         | 5              | < 0,1%   |
| італійці       | 4              | < 0,1%   |
| німці          | 2              | < 0,1%   |
| хорвати        | 2              | < 0,1%   |
| турки          | 1              | < 0,1%   |
| болгари        | 1              | < 0,1%   |
| чехи           | 1              | < 0,1%   |

Рідною мовою назвали:
| Мова       | Кількість осіб | Відсоток |
| ---------- | -------------- | -------- |
| румунська  | 18254          | 96,8%    |
| циганська  | 582            | 3,1%     |
| українська | 7              | < 0,1%   |
| італійська | 4              | < 0,1%   |
| угорська   | 3              | < 0,1%   |
| німецька   | 1              | < 0,1%   |
| турецька   | 1              | < 0,1%   |
| болгарська | 1              | < 0,1%   |
| грецька    | 1              | < 0,1%   |
| чеська     | 1              | < 0,1%   |

Склад населення міста за віросповіданням:
| Релігія            | Кількість осіб | Відсоток |
| ------------------ | -------------- | -------- |
| православні        | 18544          | 98,3%    |
| адвентисти         | 166            | 0,9%     |
| п'ятдесятники      | 51             | 0,3%     |
| баптисти           | 46             | 0,2%     |
| римо-католики      | 13             | 0,1%     |
| греко-католики     | 8              | < 0,1%   |
| мусульмани         | 6              | < 0,1%   |
| старообрядці       | 4              | < 0,1%   |
| атеїсти            | 3              | < 0,1%   |
| реформати          | 2              | < 0,1%   |
| бретрени           | 1              | < 0,1%   |
| не вказали релігію | 2              | < 0,1%   |

## Зовнішні посилання
- Дані про місто Калафат на сайті Ghidul Primăriilor [Архівовано 2 березня 2012 у Wayback Machine.]